# Ères du Japon
Les ères du Japon (年号, nengō, littéralement « surnom de l'année » et traduit par « nom de l’ère ») sont un calendrier couramment utilisé au Japon pour compter les années. Par exemple, dans l’ère Reiwa, l’année deviendra [année du  Calendrier grégorien - 2018]. Ainsi, l'année 2023 dans le calendrier grégorien, est la 5e (= 2023 - 2018) année de l'ère Reiwa.
Comme beaucoup de systèmes similaires en Asie de l'est, celui des noms d'ères provient de la pratique impériale chinoise. Cependant, le système japonais est indépendant de ceux de la Chine et de la Corée. Contrairement aux autres systèmes, les noms d'ères japonaises sont encore de rigueur. L'administration y a normalement recours pour les papiers officiels.
On exprime parfois le nom de l'ère seulement avec la première lettre du nom romanisé de l'ère. Par exemple, S55 signifie Shōwa 55. Avec une durée de 62 ans et 2 semaines, l'ère Shōwa (1926-1989) est la plus longue de l'histoire du Japon.

## Histoire
Le système sur lequel est basé le nengō japonais est originaire de Chine (140 av. J.-C.) et fut adopté au Japon en 645, pendant le règne de l'empereur Kōtoku (孝徳天皇). La première ère est nommée Taika (大化) et célèbre les changements politiques révolutionnaires qui suivirent la Réforme de Taika (大化改新). Bien que l'utilisation du nengō ait été interrompue à la fin du VIIe siècle, elle fut réadoptée en 701 et cela jusqu'à nos jours.
Les périodes anciennes, relevant plus du domaine de l'archéologie et peu documentées par les textes chinois n'apparaissent pas dans cette liste. Ce sont la période Kofun (env. 250 - 538), la période Yayoi (800 AEC - 250 EC) et la période Jōmon  (de, approximativement, 13 000 ans jusqu'à, environ, 400 AEC) ; la culture archéologique Yayoi étant, en partie, contemporaine de la culture Jômon finale.

### Changement d'ère avant la révolution Meiji
Avant 1868, les noms d'ère étaient décidés par des fonctionnaires de la cour et fréquemment modifiés. Un nouveau nom d'ère était généralement proclamé un ou deux ans après l'ascension au trône d'un nouvel empereur. Les première, cinquième et 58e années du cycle sexagénaire donnaient également lieu à des changements de nom puisqu'estimées peu propices à la cosmologie Onmyōdō. Les noms d'époque ont également été modifiés en raison d'événements heureux exceptionnels ou au contraire de catastrophes naturelles.
Dans la pratique historique, l'empereur choisit le premier jour d'un nengō (元年, gannen) ; cette première année continue jusqu'à la prochaine nouvelle année lunaire, qui est censée être le début de la deuxième année du nengō.

## Système de conversion denengōen années de calendrier grégorien
Pour convertir une année japonaise en année occidentale, il faut d'abord trouver en quelle année commence l'ère (nengō) concernée puis y ajouter le nombre d'années écoulées ensuite:
l'ère Reiwa a commencé le 1er mai 2019 (intronisation de Naruhito), l'année 2 de cette ère (Reiwa 2) commence donc le 1er mai 2020 et sa 5e année (Reiwa 5) en 2024 ;
l'ère Shōwa contemporaire commence en 1926, sa 1re année  (Shōwa 1) comence en 1926, sa 2e année (Shōwa 2) en 1927 et sa 23e année (Shōwa 23) en 1948 (1926 + 23 − 1 = 1948).

## Liste chronologique des ères
Période Yamato (大和時代) c.250-710; Période Kofun 250-538 ; Période d'Asuka 538-710; 
- 645 大化 Ère Taika
- 650 白雉 Ère Hakuchi
- 654  廃止 (haishi) ; système aboli -- il n'y eut aucune nengō dans cette période (655-686).
- 673 白鳳時代 Période Hakuhō (673-686)[2], période de non nengō
- 686 朱鳥 Ère Shuchō[3]
- 686 廃止 (haishi); système aboli -- il n'y eut aucune nengō dans cette période (686-701).
- 701 大宝 Ère Taihō
- 704 慶雲 Ère Keiun
- 708 和銅 Ère Wadō

Époque de Nara c.710-784
- 715 霊亀 Ère Reiki
- 717 養老 Ère Yōrō
- 724 神亀 Ère Jinki
- 729 天平 Ère Tenpyō
- 749 天平感宝 Ère Tenpyō-kanpō
- 749 天平勝宝 Ère Tenpyō-shōhō
- 757 天平宝字 Ère Tenpyō-hōji
- 765 天平神護 Ère Tenpyō-jingo
- 767 神護景雲 Ère Jingo-keiun
- 770 宝亀 Ère Hōki
- 781 天応 Ère Ten'ō
- 782 延暦 Ère Enryaku

Époque de Heian c.784-1185
- 806 大同 Ère Daidō
- 810 弘仁 Ère Kōnin
- 824 天長 Ère Tenchō
- 834 承和 Ère Jōwa (Heian), Shōwa ou Sōwa
- 848 嘉祥 Ère Kashō
- 851 仁寿 Ère Ninju
- 854 斉衡 Ère Saikō
- 857 天安 Ère Tennan
- 859 貞観 Ère Jōgan
- 877 元慶 Ère Gangyō, Gankyō ou Genkei
- 885 仁和 Ère Ninna
- 889 寛平 Ère Kanpyō
- 898 昌泰 Ère Shōtai
- 901 延喜 Ère Engi
- 923 延長 Ère Enchō
- 931 承平 Ère Jōhei ou Shōhei
- 938 天慶 Ère Tengyō
- 947 天暦 Ère Tenryaku
- 957 天徳 Ère Tentoku
- 961 応和 Ère Ōwa
- 964 康保 Ère Kōhō
- 968 安和 Ère Anna
- 970 天禄 Ère Tenroku
- 973 天延 Ère Ten'en
- 976 貞元 Ère Jōgen (Heian)
- 978 天元 Ère Tengen
- 983 永観 Ère Eikan
- 985 寛和 Ère Kanna
- 987 永延 Ère Eien
- 988 永祚 Ère Eiso
- 990 正暦 Ère Shōryaku
- 995 長徳 Ère Chōtoku
- 999 長保 Ère Chōhō
- 1004 寛弘 Ère Kankō
- 1012 長和 Ère Chōwa
- 1017 寛仁 Ère Kannin
- 1021 治安 Ère Jian
- 1024 万寿 Ère Manju
- 1028 長元 Ère Chōgen
- 1037 長暦 Ère Chōryaku
- 1040 長久 Ère Chōkyū
- 1044 寛徳 Ère Kantoku
- 1046 永承 Ère Eishō (Heian)
- 1053 天喜 Ère Tengi
- 1058 康平 Ère Kōhei
- 1065 治暦 Ère Jiryaku
- 1069 延久 Ère Enkyū
- 1074 承保 Ère Jōhō
- 1077 承暦 Ère Jōryaku
- 1081 永保 Ère Eihō
- 1084 応徳 Ère Ōtoku
- 1087 寛治 Ère Kanji
- 1094 嘉保 Ère Kahō
- 1096 永長 Ère Eichō
- 1097 承徳 Ère Jōtoku ou Shōtoku
- 1099 康和 Ère Kōwa (Heian)
- 1104 長治 Ère Chōji
- 1106 嘉承 Ère Kajō (Heian), Kashō ou Kasō
- 1108 天仁 Ère Tennin
- 1110 天永 Ère Ten'ei
- 1113 永久 Ère Eikyū
- 1118 元永 Ère Gen'ei
- 1120 保安 Ère Hōan
- 1124 天治 Ère Tenji (Heian)
- 1126 大治 Ère Daiji ou Taiji
- 1131 天承 Ère Tenshō (Heian)
- 1132 長承 Ère Chōshō ou Chōjō
- 1135 保延 Ère Hōen
- 1141 永治 Ère Eiji
- 1142 康治 Ère Kōji (Heian)
- 1144 天養 Ère Ten'yō
- 1145 久安 Ère Kyūan
- 1151 仁平 Ère Ninpei ou Ninpyō
- 1154 久寿 Ère Kyūju
- 1156 保元 Ère Hōgen
- 1159 平治 Ère Heiji
- 1160 永暦 Ère Eiryaku
- 1161 応保 Ère Ōhō
- 1163 長寛 Ère Chōkan
- 1165 永万 Ère Eiman
- 1166 仁安 Ère Ninnan
- 1169 嘉応 Ère Kaō
- 1171 承安 Ère Jōan ou Jōan
- 1175 安元 Ère Angen
- 1177 治承 Ère Jishō ou Jijō
- 1181 養和 Ère Yōwa
- 1182 寿永 Ère Juei
- 1184 元暦 Ère Genryaku

Époque de Kamakura c.1185-1333
- 1185 文治 Ère Bunji
- 1190 建久 Ère Kenkyū
- 1199 正治 Ère Shōji
- 1201 建仁 Ère Kennin
- 1204 元久 Ère Genkyū
- 1206 建永 Ère Ken'ei
- 1207 承元 Ère Jōgen (Kamakura)
- 1211 建暦 Ère Kenryaku
- 1213 建保 Ère Kenpō
- 1219 承久 Ère Jōkyū
- 1222 貞応 Ère Jōō (Kamakura)
- 1224 元仁 Ère Gennin
- 1225 嘉禄 Ère Karoku
- 1227 安貞 Ère Antei
- 1229 寛喜 Ère Kangi ou Kanki
- 1232 貞永 Ère Jōei
- 1233 天福 Ère Tenpuku
- 1234 文暦 Ère Bunryaku
- 1235 嘉禎 Ère Katei
- 1238 暦仁 Ère Ryakunin
- 1239 延応 Ère En'ō
- 1240 仁治 Ère Ninji
- 1243 寛元 Ère Kangen
- 1247 宝治 Ère Hōji
- 1249 建長 Ère Kenchō
- 1256 康元 Ère Kōgen
- 1257 正嘉 Ère Shōka
- 1259 正元 Ère Shōgen
- 1260 文応 Ère Bun'ō
- 1261 弘長 Ère Kōchō
- 1264 文永 Ère Bun'ei
- 1275 建治 Ère Kenji
- 1278 弘安 Ère Kōan (Kamakura)
- 1288 正応 Ère Shōō (Kamakura)
- 1293 永仁 Ère Einin
- 1299 正安 Ère Shōan
- 1302 乾元 Ère Kengen
- 1303 嘉元 Ère Kagen
- 1306 徳治 Ère Tokuji
- 1308 延慶 Ère Enkyō (Kamakura) ou Enkei
- 1311 応長 Ère Ōchō
- 1312 正和 Ère Shōwa (Kamakura)
- 1317 文保 Ère Bunpō
- 1319 元応 Ère Gen'ō
- 1321 元亨 Ère Genkō (première) ou Genkyō
- 1324 正中 Ère Shōchū
- 1326 嘉暦 Ère Karyaku
- 1329 元徳 Ère Gentoku
- 1331 元弘 Ère Genkō (deuxième) ou Enkō

Époque de Muromachi c.1333-1573
- 1334 建武 Ère Kemmu

Époque Nanboku-chō Cour du Nord
- 1332 正慶 Ère Shōkei (Nanboku-chō)
- 1333 (Cour du Nord inexistante entre 1333 et 1336)
- 1338 暦応 Ère Ryakuō
- 1342 康永 Ère Kōei (Nanboku-chō)
- 1345 貞和 Ère Jōwa (Nanboku-chō)
- 1350 観応 Ère Kan'ō ou Kannō
- 1352 文和 Ère Bunna
- 1356 延文 Ère Enbun
- 1361 康安 Ère Kōan (Nanboku-chō)
- 1362 貞治 Ère Jōji
- 1368 応安 Ère Ōan
- 1375 永和 Ère Eiwa
- 1379 康暦 Ère Kōryaku
- 1381 永徳 Ère Eitoku
- 1384 至徳 Ère Shitoku
- 1387 嘉慶 Ère Kakei
- 1389 康応 Ère Kōō (Nanboku-chō)
- 1390 明徳 Ère Meitoku

Époque Nanboku-chō Cour du Sud
- 1336 延元 Ère Engen
- 1340 興国 Ère Kōkoku
- 1346 正平 Ère Shōhei
- 1370 建徳 Ère Kentoku (Nanboku-chō)
- 1372 文中 Ère Bunchū
- 1375 天授 Ère Tenju
- 1381 弘和 Ère Kōwa (Nanboku-chō)
- 1384 元中 Ère Genchū (Genchū 9 devint Meitoku 3 avec la réunification)

Époque Sengoku
- 1394 応永 Ère Ōei
- 1428 正長 Ère Shōchō
- 1429 永享 Ère Eikyō
- 1441 嘉吉 Ère Kakitsu
- 1444 文安 Ère Bunnan
- 1449 宝徳 Ère Hōtoku
- 1452 享徳 Ère Kyōtoku
- 1455 康正 Ère Kōshō
- 1457 長禄 Ère Chōroku
- 1460 寛正 Ère Kanshō
- 1466 文正 Ère Bunshō
- 1467 応仁 Ère Sengoku
- 1469 文明 Ère Bunmei
- 1487 長享 Ère Chōkyō
- 1489 延徳 Ère Entoku
- 1492 明応 Ère Meiō
- 1501 文亀 Ère Bunki
- 1504 永正 Ère Eishō (Muromachi)
- 1521 大永 Ère Daiei
- 1528 享禄 Ère Kyōroku
- 1532 天文 Ère Tenbun ou Tenmon
- 1555 弘治 Ère Kōji (Muromachi)
- 1558 永禄 Ère Eiroku
- 1570 元亀 Ère Genki

Époque Azuchi Momoyama 1573-1603
- 1573 天正 Ère Tenshō (Momoyama)
- 1592 文禄 Ère Bunroku
- 1596 慶長 Ère Keichō

Époque d'Edo 1603-1868 
- 1615 元和 Ère Genna
- 1624 寛永 Ère Kan'ei
- 1644 正保 Ère Shōhō
- 1648 慶安 Ère Keian
- 1652 承応 Ère Jōō (Edo)
- 1655 明暦 Ère Meireki
- 1658 万治 Ère Manji
- 1661 寛文 Ère Kanbun
- 1673 延宝 Ère Enpō
- 1681 天和 Ère Tenna
- 1684 貞享 Ère Jōkyō
- 1688 元禄 Ère Genroku
- 1704 宝永 Ère Hōei
- 1711 正徳 Ère Shōtoku
- 1716 享保 Ère Kyōhō
- 1736 元文 Ère Genbun
- 1741 寛保 Ère Kanpō
- 1744 延享 Ère Enkyō (Edo)
- 1748 寛延 Ère Kan'en
- 1751 宝暦 Ère Hōreki
- 1764 明和 Ère Meiwa
- 1772 安永 Ère An'ei
- 1781 天明 Ère Tenmei
- 1789 寛政 Ère Kansei
- 1801 享和 Ère Kyōwa
- 1804 文化 Ère Bunka
- 1818 文政 Ère Bunsei
- 1830 天保 Ère Tenpō
- 1844 弘化 Ère Kōka
- 1848 嘉永 Ère Kaei
- 1854 安政 Ère Ansei
- 1860 万延 Ère Man'en
- 1861 文久 Ère Bunkyū
- 1864 元治 Ère Genji
- 1865 慶応 Ère Keiō

Empire du Japon 1868-1945
- 1868 明治 Ère Meiji
- 1912 大正 Ère Taishō
- 1926 昭和 Ère Shōwa

Japon contemporain 1945-présent 
- 1989 平成 Ère Heisei
- 2019 令和 Ère Reiwa

## Shinengō
Il y a des noms d'ères qui ne sont pas officiels. Ils sont appelés :
- Shinengō (私年号?) ;
- Ginengō (偽年号?) ;
- Inengō (異年号?).

Il y a plus de 40 shinengō confirmés, la plupart d'entre eux datant des âges moyens. Des shinengō bien connus sont :
- Hōkō (法興?, 591-621) ;
- Suzaku (朱雀?, 686) ;
- Fukutoku (福徳?, 1489-1492) ;
- Miroku (弥勒?, 1506-1507 ou 1507-1508) ;
- Meiroku (命禄?, 1540-1543).

Shinengō utilisé avant le rétablissement du système de nengō en 701 s'appellent habituellement l'itsunengō (逸年号).
Les autres ne sont pas itsunengō mais sont les règnes des empereurs et impératrices :
- l'ère Saimei correspond au règne de Saimei (655-661)[4]. 655 斉明天皇元年 est la première année du règne de l'impératrice[5] ;
- l'ère Tenji correspond au règne de Tenji (661-672)[6]. 662 天智天皇元年 est la première année du règne de l'empereur[7] ;
- l'ère Kōbun correspond au règne de Kōbun (672)[8]. 672 弘文天皇元年 est la première année du règne de l'empereur[9] ;
- l'ère Temmu correspond au règne de Temmu (672-686)[10]. 673 天武天皇元年 est la première année du règne de l'empereur[11] ;
- l'ère Jitō correspond au règne de Jitō (686-697)[12]. 687 持統天皇元年 est la première année du règne de l'impératrice[13] ;
- l'ère Mommu correspond au règne de Mommu (697-707)[14]. 697 文武天皇元年 est la première année du règne de l'empereur[15].